# 大分市立長浜小学校
大分市立長浜小学校（おおいたしりつ ながはましょうがっこう）は、大分県大分市長浜町二丁目にある公立小学校。

## 概要
大分市の中心部、大分川付近に位置し、オフィス街、官公街に近接する。
校庭の隅に大きなイチョウの樹が植えられている。

## 沿革
- 1951年（昭和26年） - 元大分県立第二高等女学校（女子師範学校）跡地に開校
- 1959年（昭和34年） - 体育館、校舎給食室完成
- 1969年（昭和44年） - 鉄筋2階建て新校舎完成
- 1970年（昭和45年） - 理科自然園完成
- 1972年（昭和47年） - 学校安全優秀校として文部大臣賞受賞
- 1990年（平成2年） - 岩石園完成。
- 1990年（平成4年） - 保健体育の研究成績顕著の為、全国学校体育大会にて全国表彰
- 2004年（平成18年） - 学校選択制の実施

## 校訓
- 伸びる子
- 強い子
- やさしい子

## 通学区域
- 長浜町一丁目～三丁目、錦町一丁目～三丁目、舞鶴町一丁目～三丁目、大手町二丁目・三丁目、顕徳町三丁目3番、大分の一部[1]

## 周辺施設
- 大分県庁
- 大分市役所
- 大分地方裁判所
- 大分地方検察庁
- 大分駅
- 日本銀行大分支店
- 毎日新聞大分支局
- 大分県農業会館
- 大分商工会議所
- 大分地方気象台
- 大分市立金池小学校
- 大分県立盲学校
- 大分城址公園
- コンパルホール
- 長浜神社

## アクセス
- 鉄道：大分駅北口から約1.1km
- バス：大分バス、「長浜神社前」、「舞鶴町」下車。